# Communauté de communes de l'Houtland
La communauté de communes de l'Houtland   est une ancienne communauté de communes française, située dans le département du Nord et la région Nord-Pas-de-Calais, arrondissement de Dunkerque.

## Régime fiscal
Taxe professionnelle unique (dél. du 11/01/2001). Éligible à la DGF bonifiée à compter du 01/01/2002.

## Composition
La communauté de communes de l'Houtland regroupait 7 communes
| Code INSEE | Commune    | Maire                                      | Population | Superficie | Densité      | Délégués |
| ---------- | ---------- | ------------------------------------------ | ---------- | ---------- | ------------ | -------- |
| 59120      | Caëstre    | Daniel RIANT                               | 1677 hab.  | 1020 ha    | 164 hab./km² | nc       |
| 59184      | Ebblinghem | Bernard Westeel                            | 554 hab.   | 920 ha     | 60 hab./km²  | nc       |
| 59308      | Hondeghem  | Jean-Pierre Feramus                        | 936 hab.   | 1206 ha    | 74 hab./km²  | nc       |
| 59366      | Lynde      | Jacques Hermant (vice-président de la CCH) | 591 hab.   | 907 ha     | 65 hab./km²  | nc       |
| 59497      | Renescure  | Jean Pierre Decool                         | 2086 hab.  | 1893 ha    | 110 hab./km² | nc       |
| 59568      | Sercus     | Jean Pierre Dziadek                        | 343 hab.   | 498 ha     | 68 hab./km²  | nc       |
| 59577      | Staple     | Eddie Defevere                             | 610 hab.   | 997 ha     | 61 hab./km²  | nc       |
| Totaux     | 7 communes | 7 communes                                 | 6797 hab.  | 7441 ha    | 91 hab./km²  | 35       |

## Historique
Le 1er janvier 2014, l'intercommunalité, la communauté de communes du Pays de Cassel, la communauté de communes du Pays des Géants, la communauté de communes de la Voie romaine, la communauté de communes Monts de Flandre - Plaine de la Lys (hormis Sailly-sur-la-Lys) et la Communauté de communes rurales des Monts de Flandre ainsi que les 3 communes de Blaringhem, Hazebrouck et Wallon-Cappel ne faisant partie d'aucune intercommunalité s'unissent pour former la communauté de communes de Flandre intérieure.

## Administration

### Présidents
| Période | Période  | Identité           | Étiquette | Qualité           |
| ------- | -------- | ------------------ | --------- | ----------------- |
| 2001    | 2008     | Jean-Pierre Laczny |           | Maire d'Hondeghem |
| 2008    | 2009     | Yves Baron         |           | Maire de Caëstre  |
| 2009    | en cours | Jacques Hermant    | DVD       | Maire de Lynde    |

|}

## Pays Cœur de Flandre
Le Pays Cœur de Flandre, regroupe 41 communes  dont 38 adhèrent à une communauté de communes.
Ces communautés de communes sont au nombre de cinq :
- Communauté de communes Flandre Lys
- Communauté de communes de l'Houtland
- Communauté de communes Monts de Flandre - Plaine de la Lys
- Communauté de communes du Pays des Géants
- Communauté de communes rurales des Monts de Flandres